# Большой Оёш
Большой Оёш — деревня в Колыванском районе Новосибирской области. Входит в состав городского поселения рабочий посёлок Колывань, древний исторический и культурный центр.

## География
Расположена близ реки Чаус. Весной возможны небольшие подтопления домов, расположенных близ реки из-за подъёма воды. Основная застройка - частные дома.  Площадь деревни — 75 гектаров.

## Хозяйство
Жители деревни занимаются скотоводством (свиноводством и др.) Выращиваются злаковые культуры. Сезон земледелия длится с мая по начало сентября. Основные продукты, производимые жителями — хлеб, масло, творог, бобовые, стручковые, мясо птицы и коров, молоко.

## Население
| 2002 | 2007 | 2010 |
| ---- | ---- | ---- |
| 649  | ↘625 | ↗669 |

## Инфраструктура
В деревне по данным на 2007 год отсутствует социальная инфраструктура.

## Культура
С 2012 года в деревне проводится международный военно-исторический фестиваль «Сибирский огонь», на котором реконструируются события различных исторических эпох.